# شانه

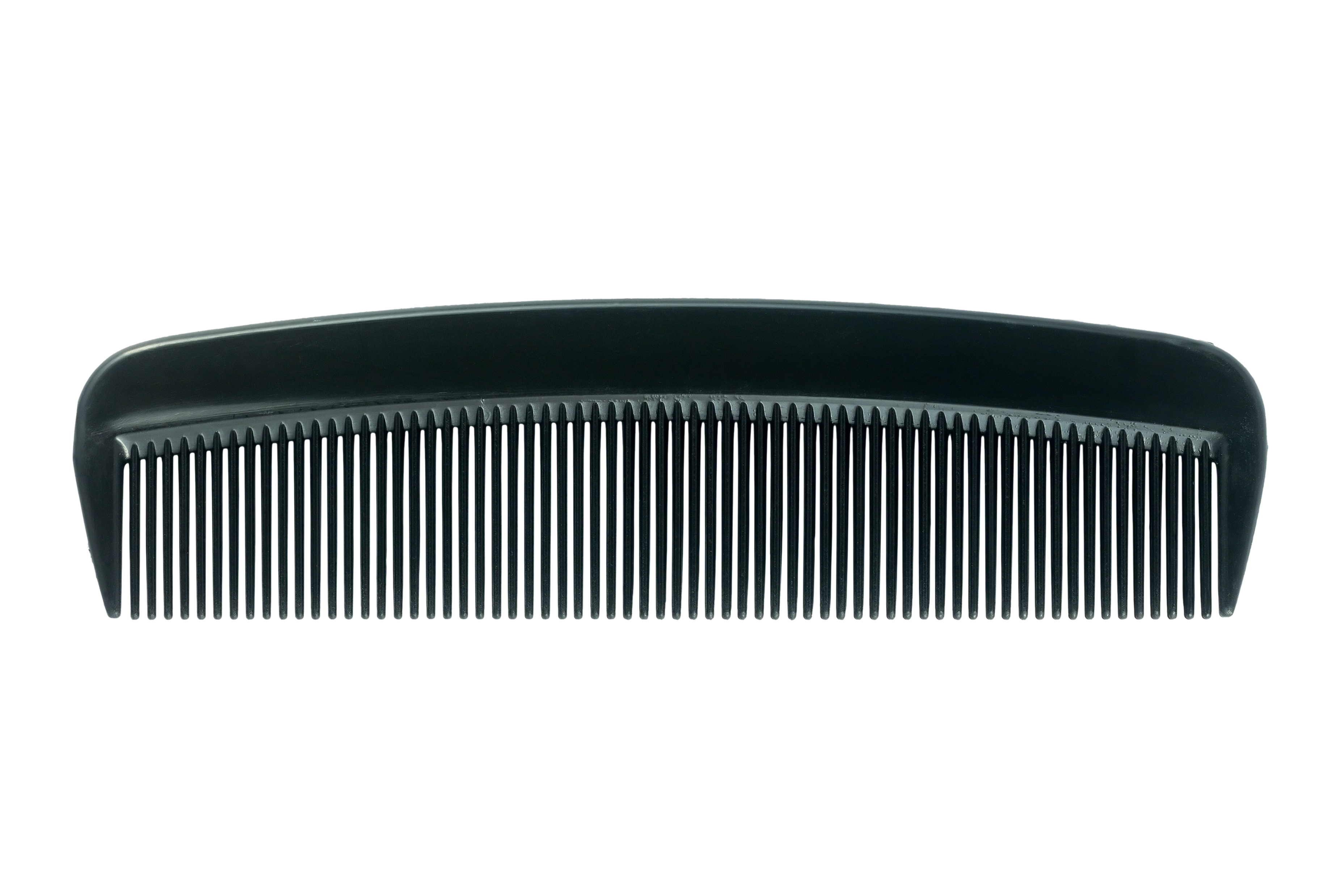
یک شانه پلاستیکی مدرن

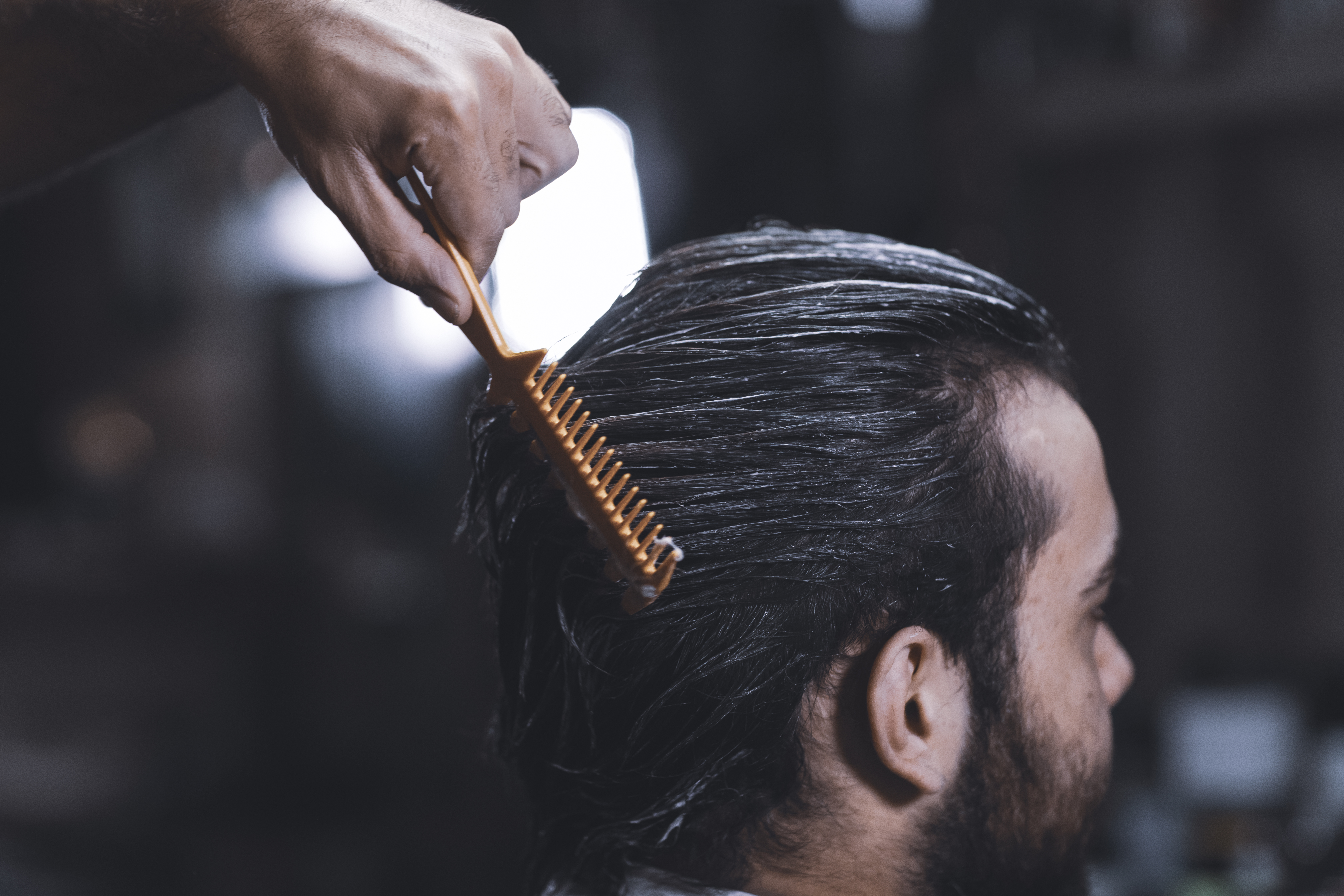
استفاده از شانه در آرایشگاه ها

شانه ابزاری دندانه‌دار است با دندانه‌های چند سانتی‌متری و باریک که برای آرایش یا کمکی اصلاح موی سر به کار می‌رود. این وسیله معمولاً از پلاستیک یا چوب ساخته می‌شود، ولی در گذشته از چوب و استخوان (عاج یا شاخ) نیز ساخته می‌شده ‌است. یافته‌های باستان‌شناسی نشان می‌دهند که سه هزار سال پیش از میلاد مسیح شانه‌های زیبا و ظریفی در ایران ساخته می‌شده‌است. بعضی کاوشگران مدعی شده‌اند که شانه از عصر ناتوفیان (۹۵۰۰ الی ۱۲۵۰۰ پیش از میلاد) استفاده می‌شده‌است.

## نگارخانه

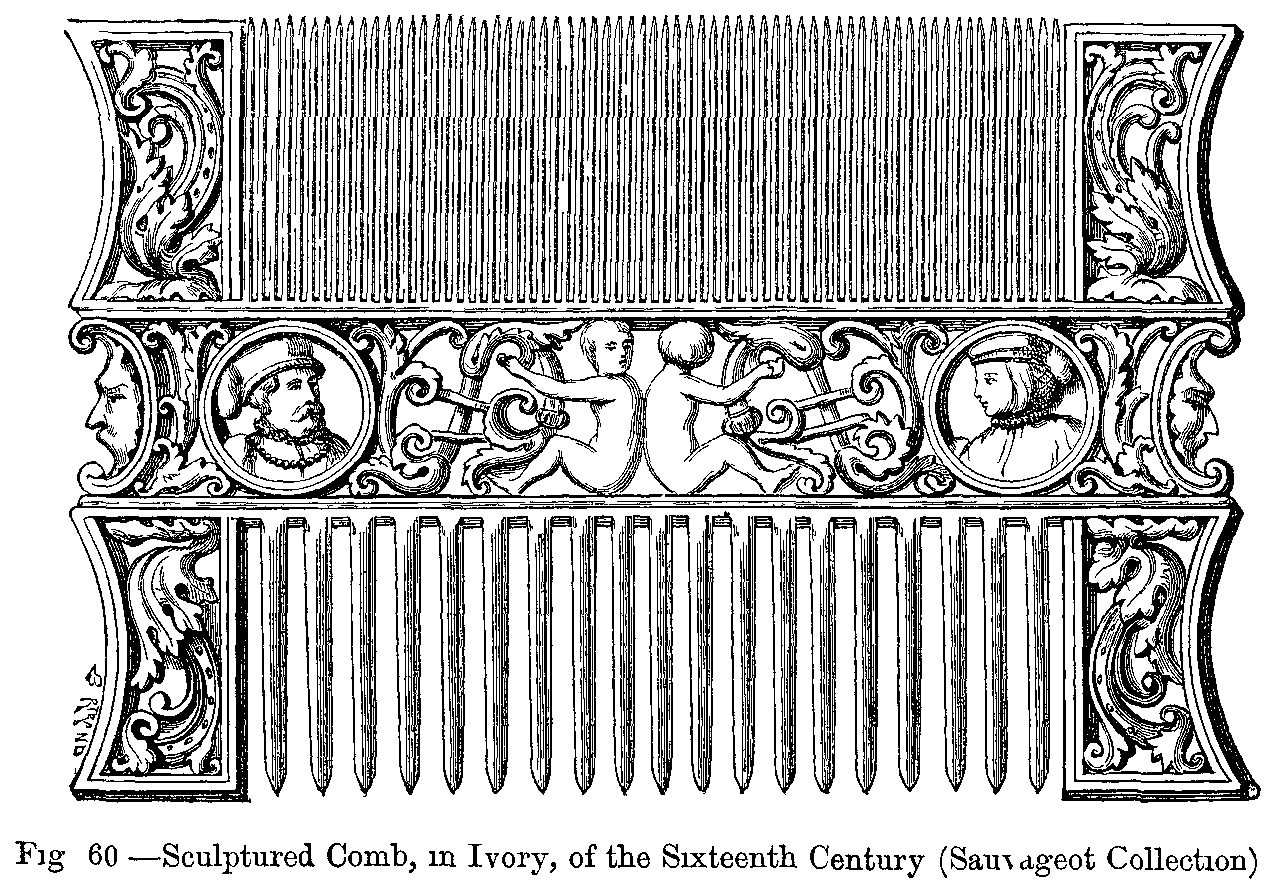
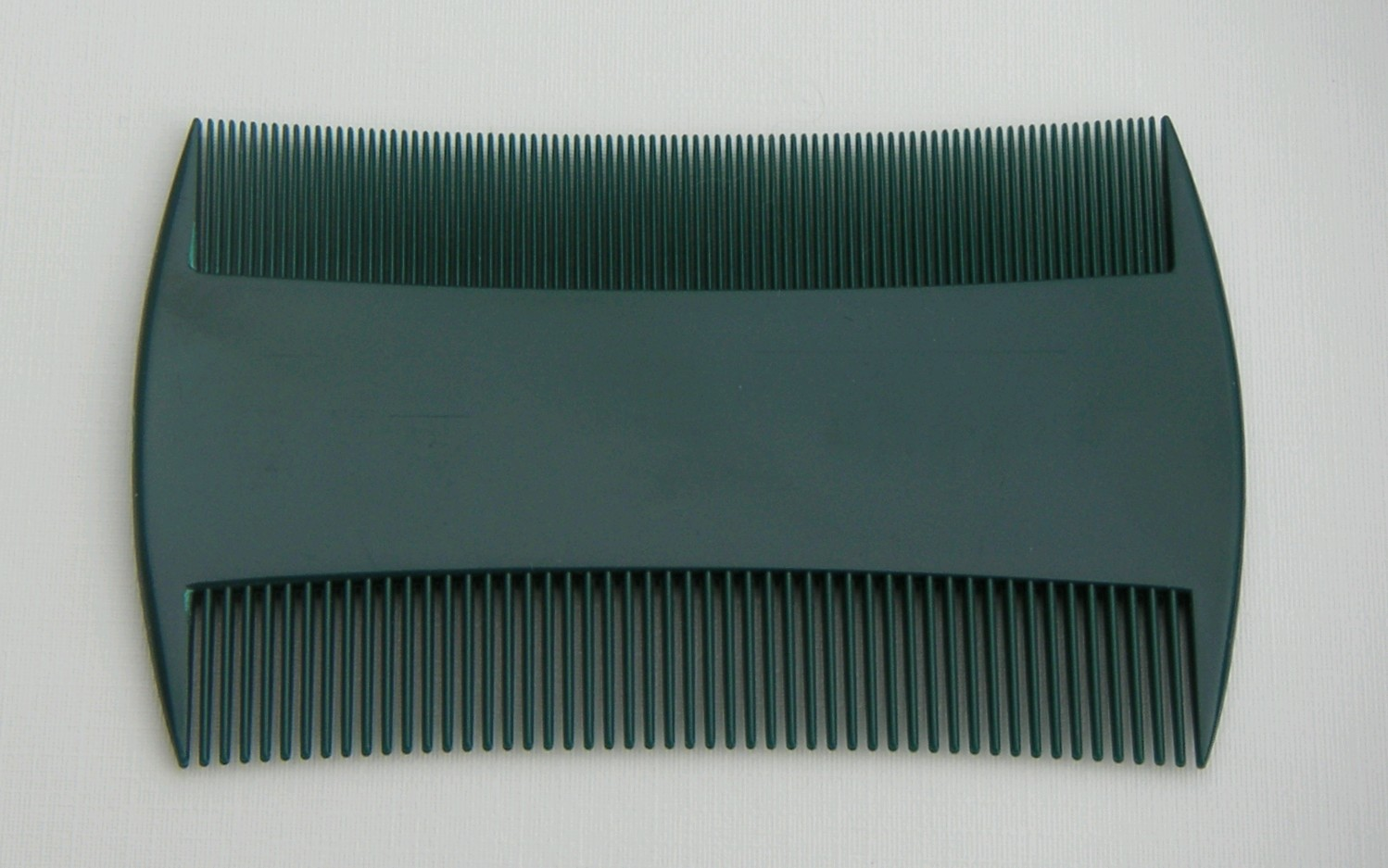
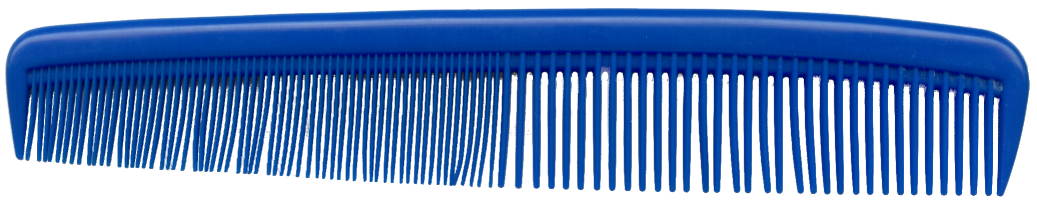
شانه پلاستیکی
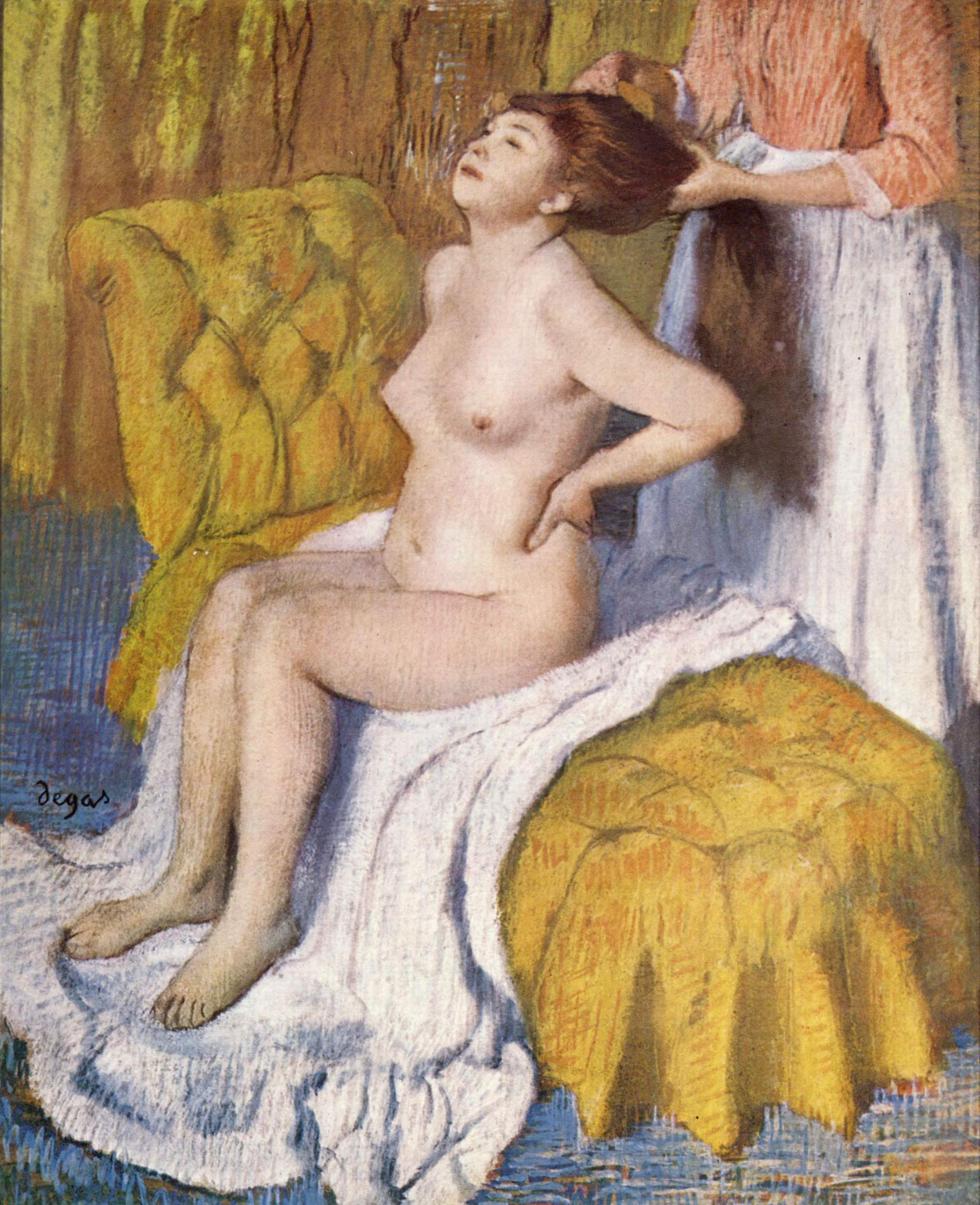
شانه کردن اثر ادگار دگا